# Leah Gordon

Leah Gordon (* um 1980 in Kanada) ist eine deutsch-kanadische Lied-, Operetten-, Musical- und Opernsängerin in der Stimmlage Sopran.

## Wirken
Leah Gordon studierte Gesang an der Universität Toronto bei Mary Morrison. Ihre Ausbildung vertiefte sie an der Guildhall School of Music and Drama, wo sie 2005 ihren „Master of Music in Performance“ mit Auszeichnung erhielt. Ihr erstes Engagement führte die 24-jährige Künstlerin an das Musiktheater im Revier. Hier trat sie in Musicals, Operetten, Barock- und selten gespielten
Belcanto-Opern auf. 2008 wurde die Sopranistin mit dem Gelsenkirchener Theaterpreis ausgezeichnet. Von 2008 bis 2018 war Leah Gordon Ensemblemitglied am Staatstheater Nürnberg und von 2012 bis 2016 Stipendiatin des Canada Council for the Arts. 
Neben ihrer Bühnenpräsenz ist die Künstlerin als Lied- und Konzertsängerin tätig. Ihr Repertoire umfasst Werke vom Barock, Musical bis zur Moderne. Sie sang Liederabende und Konzerte für die Aldeburgh Connection in Toronto und London, Antonín Dvořáks Stabat Mater mit dem Peterborough Symphony Orchestra, Georg Friedrich Händels Israel in Egypt mit Pax Christi Chorale in Toronto, Joseph Haydns Creation mit der Charlton Kings Choral Society London und Händels Messiah mit der East Surrey Choral Society. Vor allem ihre Auftritte zusammen mit Marcus Bosch bei den Opernfestspielen in Heidenheim erfreuen sich großer Beliebtheit weit über die Region hinaus.

## Privates
Leah Gorden ist mit einem Deutschen verheiratet und Mutter eines Kindes.

## Diskografie
- Für das Label Naxos Charpentiers Messe de Minuit pour Noël und das Te Deum
- Für das Label Coviello Classics eine Einspielung von Verdis Ernani

## Repertoire (Auswahl)
- Aida (Aida)
- Elletra (Idomeneo)
- Turandot (Turandot)
- Eva (Die Meistersinger von Nürnberg)
- Musetta (La bohème)
- Donna Anna (Don Giovanni)
- Pamina  (Die Zauberflöte)
- Blondchen und Konstanze (Die Entführung aus dem Serail)
- Micaëla und Frasquita (Carmen)
- Rachel (La Juive)
- La Contessa di Almaviva (Le nozze di Figaro)
- Juliette (Die tote Stadt)
- Donna Anna (Don Giovanni)
- Tosca (Tosca)
- Elvira (Ernani)
- Desdemona (Otello)
- Rosalinde (Fledermaus)